# Línea 704 (Suburbanos Montevideo)
La línea 704 de la red de transporte  suburbano une la ciudad de Montevideo con el norte de la Ciudad de la Costa en el departamento de Canelones.

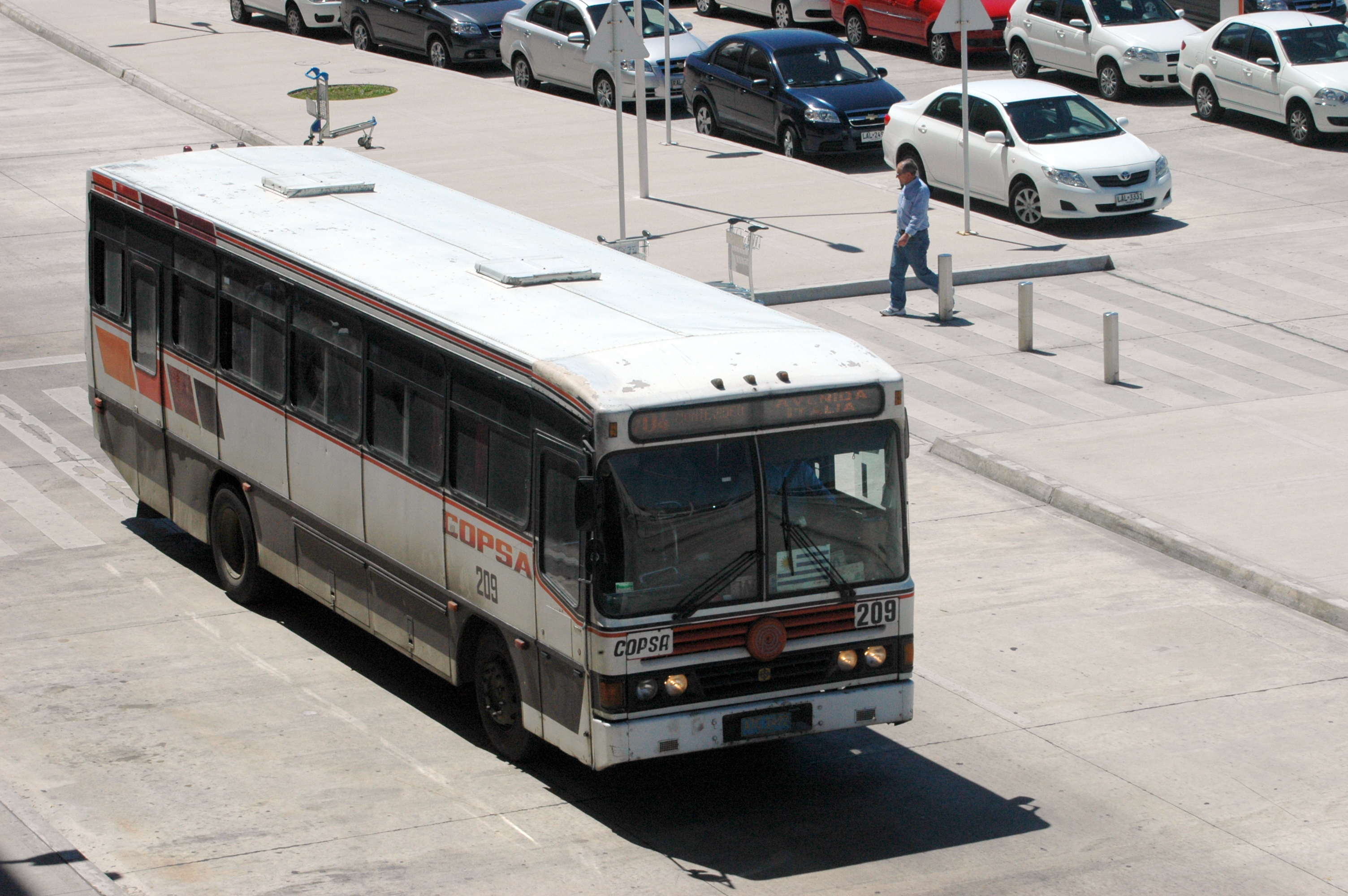
Línea 704 en una histórica unidad Busscar Urbanuss

## Características
La línea 704 realiza "looping" (circuito) con la línea 703, uniendo específicamente la Terminal Baltasar Brum con el Aeropuerto Internacional de Carrasco, pasando por la zona comercial Zonamerica en el barrio de Villa García. 
En sí se trata de dos circuitos, el 703-704 que parte desde la Estación Baltasar Brum de Montevideo, circulando por la Avenida 8 de Octubre / Camino Maldonado / Ruta 8 para culminar en Zonamerica (utilizando dicho destino en cartel), para luego cambiar su cartel a 704 con destino Montevideo pero circulando por Ruta 102 / Ruta 101 / Avenida Wilson Ferreira Aldunate / Camino Carrasco / Avenida Italia. 
El otro circuito 704-703 parte desde la Estación Baltasar Brum, circulando por  Avenida Italia / Camino Carrasco / Avenida Wilson Ferreira Aldunate / Ruta 101 hacia el Aeropuerto (utilizando dicho destino en cartel); allí mismo la unidad cambia el cartel a 703 con destino hacia Montevideo, retomando su ruta por Ruta 101 / Ruta 102 / Ruta 8 / Camino Maldonado / Avenida 8 de Octubre.
En su extenso recorrido conecta además, la Terminal de Tres Cruces, principal estación de autobuses de la ciudad y del país, con el Aeropuerto de Carrasco.

## Recorridos
| Línea 704 |

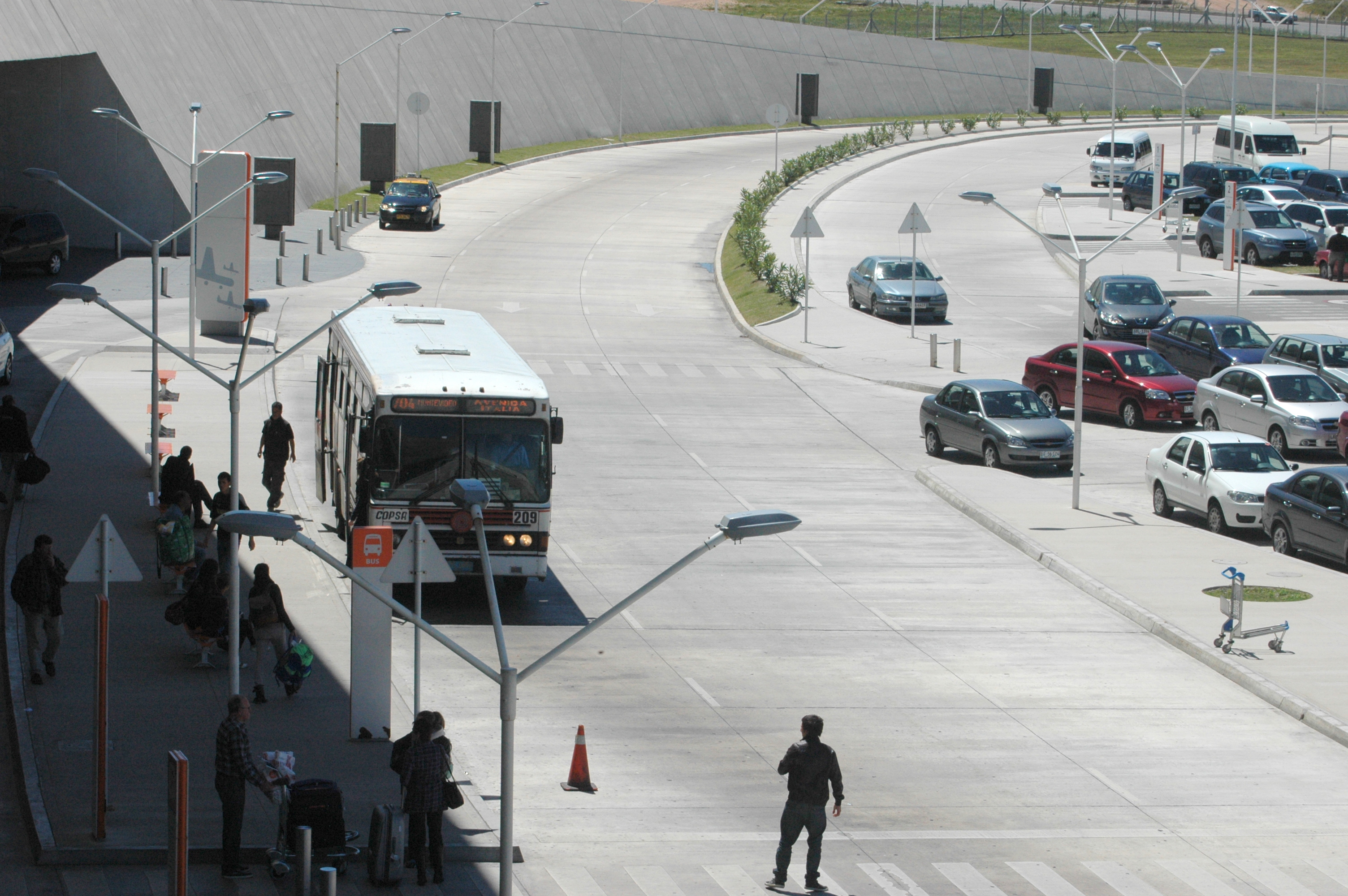
Línea 704 en el Aeropuerto de Carrasco.

| Partida (Terminal Baltasar Brum) - Galicia - Julio Herrera y Obes - Paysandú - República - Democracia - Daniel Muñoz - Eduardo Víctor Haedo - Avenida Italia - Av. Bolivia - Av. Juan Bautista Alberdi - Havre - Pedro Domingo Murillo - Cooper - Cno. Carrasco - Wilson Ferreira Aldunate - Rotonda (Monumento Monumento a la Confraternidad) - Ruta 101 - (Aeropuerto Internacional de Carrasco) (cambia su denominación a 703 | Retorno (Aeropuerto) Cómo línea 703 - Ruta 101 - Ruta 102 - Terminal Zonamerica - Ruta 8 - Camino Maldonado - Andenes externos (Intercambiador Belloni) - Avenida 8 de Octubre Avelino Miranda - Goes - Martin C Martínez - Avenida Uruguay - Ciudadela - Galicia - Terminal Baltasar Brum |

| Línea 703 |

| Terminal Baltasar Brum - Zonamerica |

| Partida (Terminal Baltasar Brum) - Río Branco - Galicia - Julio Herrera y Obes - Paysandú - República - Democracia - Daniel Muñoz - Cufré - Miguelete - Juan Ramón Gómez - Presidente Berro - Avenida 8 de Octubre - Andenes externos (Intercambiador Belloni) - Camino Maldonado - Ruta 8 - Terminal Zonamerica Zonamerica (Cambia su denominación a 704) | Retorno (Terminal Zonamerica) Cómo línea 704 - Ruta 102 - Ruta 102 - (Aeropuerto de Carrasco) - Ruta 101 - Avenida Wilson Ferreira Aldunate - Camino Carrasco - Cooper - Av. Juan Bautista Alberdi - Av. Bolivia - Avenida Italia - Dr. Salvador Ferrer Serra - Goes - Martín C. Martínez - Avda. Uruguay - Ciudadela - Paysandú - Andes - Terminal Baltasar Brum |

## Frecuencia
De lunes a domingo la frecuencia tanto del 703 como del 704 es de una hora aproximadamente.

## Primeras y últimas salidas
| Líneas 703-704                  | Días hábiles | Sábados | Domingos y feriados |
| ------------------------------- | ------------ | ------- | ------------------- |
| Primera salida desde Montevideo | 04:45        | 05:25   | 06:10               |
| Última salida desde Montevideo  | 20:55        | 20:45   | 20:50               |
| Primera salida desde Aeropuerto | 04:41        | 04:41   | 06:57               |
| Última salida desde Aeropuerto  | 21:53        | 21:44   | 21:48               |